# Rico Simen
Enrico Simen, detto Rico (12 gennaio 1962 – 12 ottobre 2019), è stato un giocatore di curling svizzero.

## Biografia
Partecipò ai XV Giochi olimpici invernali, disputati a Calgary (Canada) nel 1988, riuscendo ad ottenere la seconda posizione nella squadra svizzera con i connazionali Hansjörg Lips, Mario Flückinger, Stephan Luder e Peter Lips.
Nell'edizione la nazionale norvegese si classificò prima la canadese terza. La competizione ebbe lo status di sport dimostrativo.